# Tijgerblauwtje
Het tijgerblauwtje (Lampides boeticus) is een vlinder uit de familie Lycaenidae (kleine pages, vuurvlinders en blauwtjes). De vlinder heeft een spanwijdte tussen de 25 en 35 millimeter.

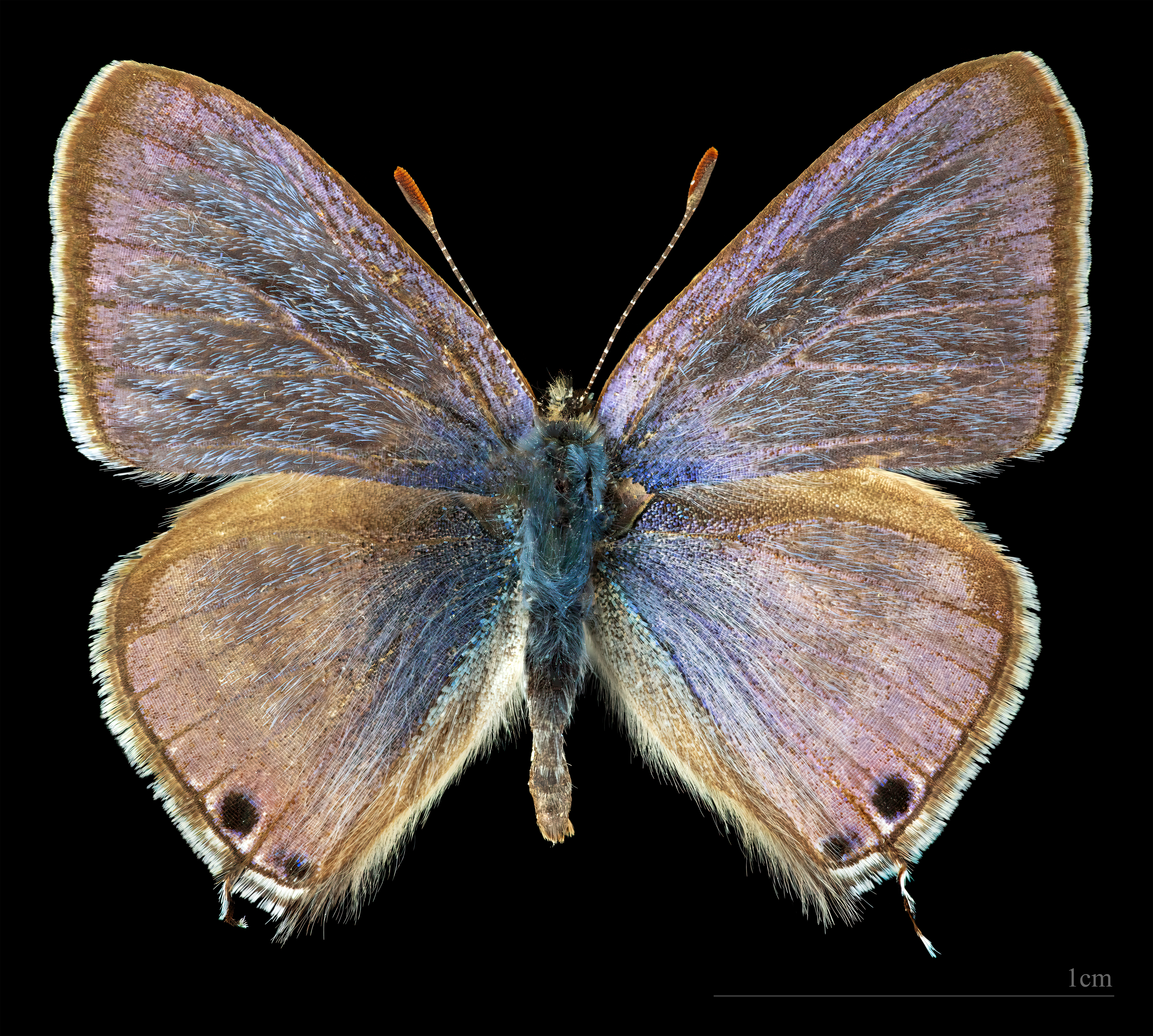
Lampides boeticus ♂
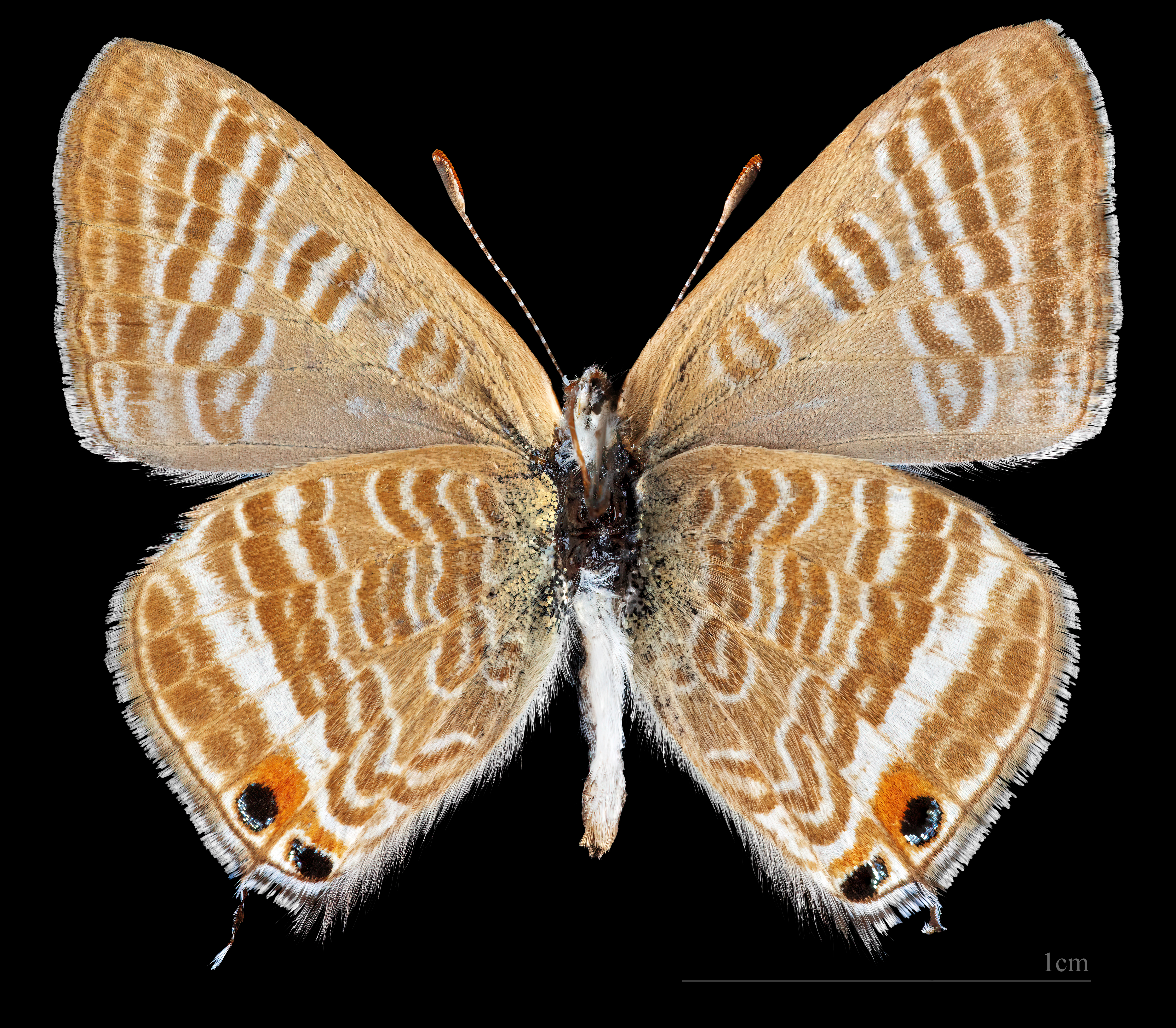
Lampides boeticus ♂  △

De vleugels van het mannetje zijn violetblauw en aan de onderzijde grijsbruin net als bij het vrouwtje. De bovenzijde van de vleugels van het vrouwtje zijn bruin met een blauwe vleugelaanzet. Het tijgerblauwtje wordt gekenmerkt door de staarten aan de achtervleugels en de ogen op boven- en onderzijde van de achtervleugels.
Waardplant van de rupsen is met name de blazenstruik (Colutea), erwt en boon, de rupsen voeden zich met rijpende zaden. Ze kunnen dan ook in bonenkwekerijen plagen veroorzaken. In Zuid-Afrika bezoeken ze naast luzerne ook graag de keurboom.
De vliegtijd van het tijgerblauwtje loopt van februari tot en met oktober. De vlinder komt in de gematigde streken over de hele wereld voor, in Nederland en België slechts zeer zelden als trekvlinder aangetroffen. Het tijgerblauwtje wordt ook als adventief gevonden bij geïmporteerde zuidvruchten en groenten, zo is hij in supermarkten zowel als rups als ook als imago aangetroffen.

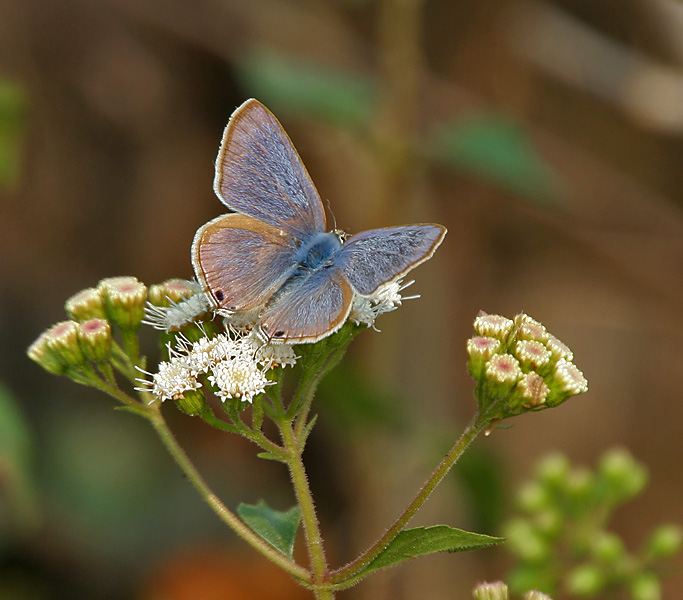
Mannetje
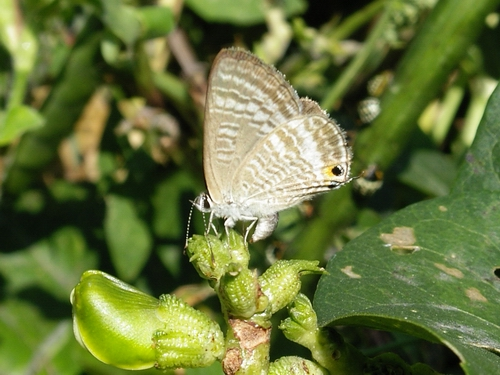
Vrouwtje legt haar eieren op een plant
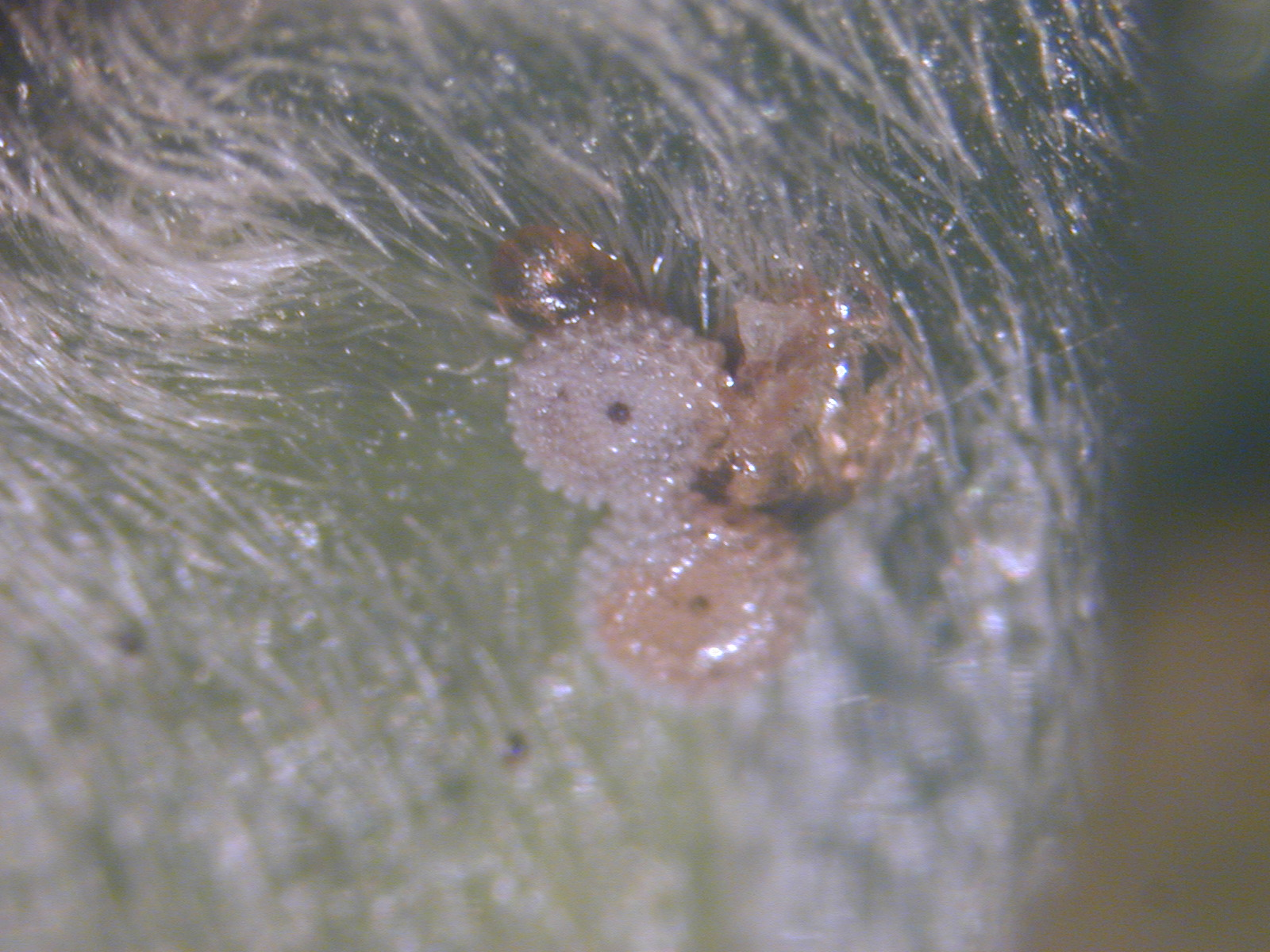
Eitjes
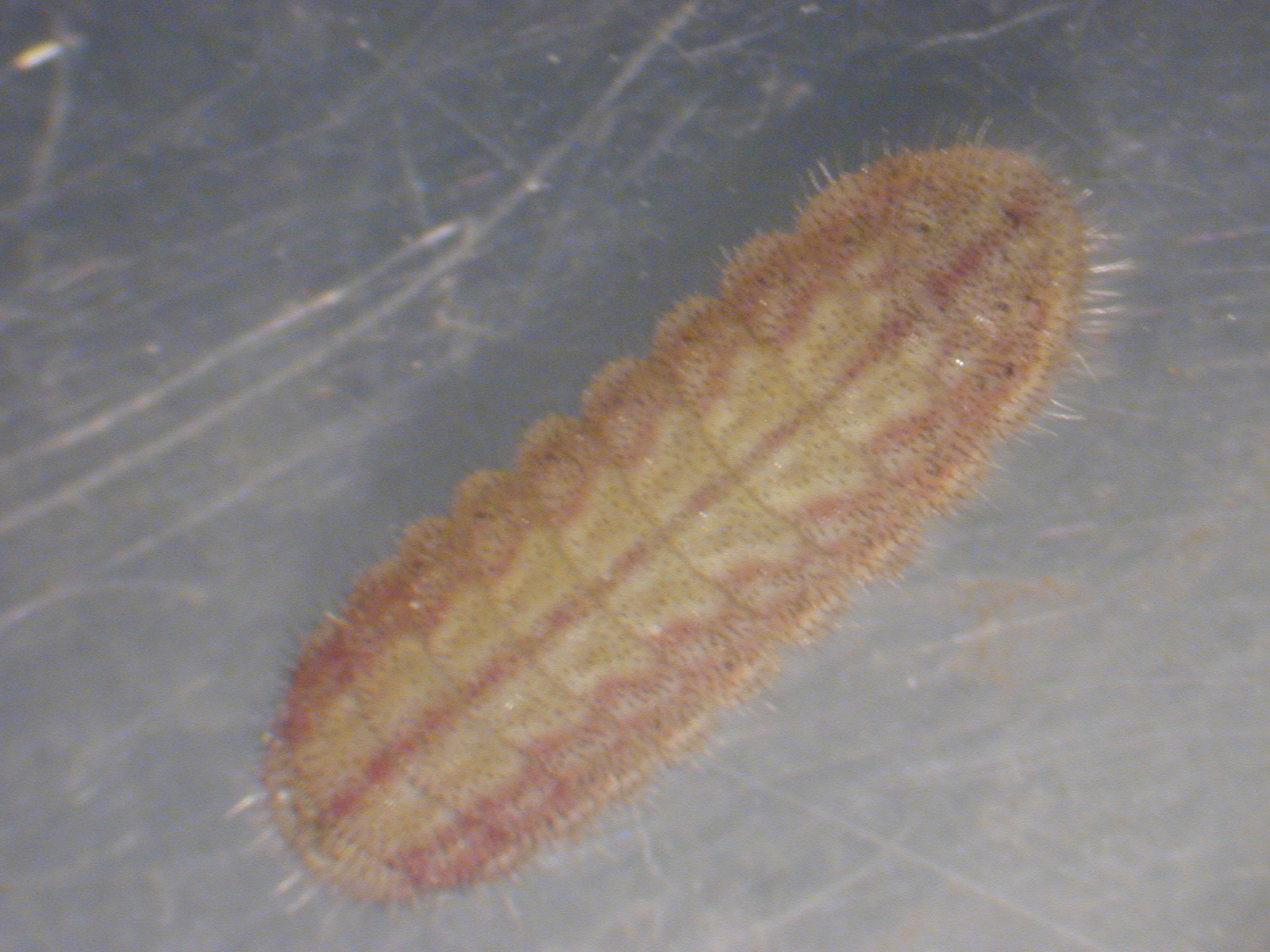
Rups
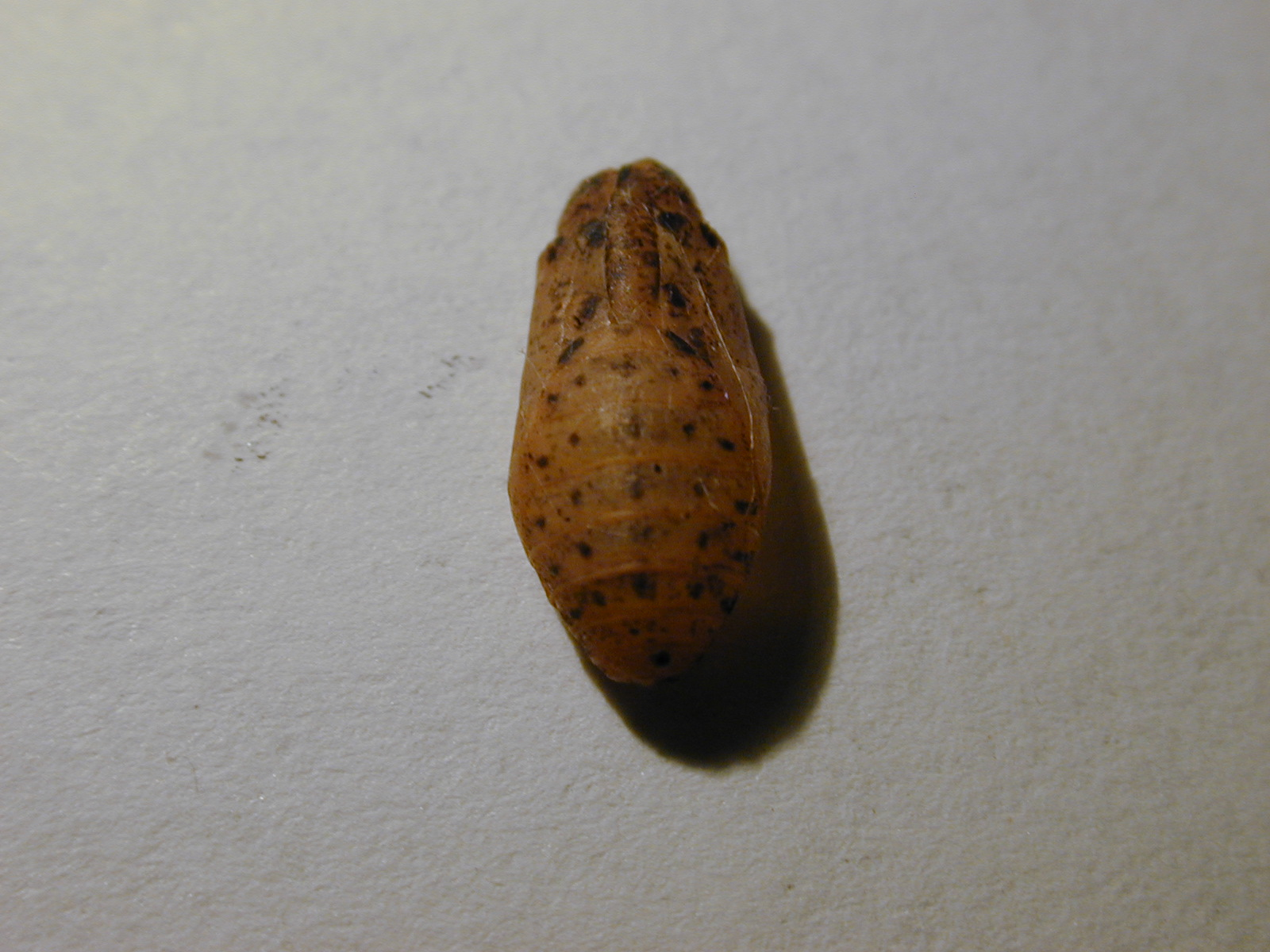
Pop

## Synoniemen
- Papilio damoetes Fabricius, 1775
- Papilio coluteae Fuessly, 1775
- Papilio archias Cramer, 1777
- Papilio pisorum Fourcroy, 1785
- Papilio boetica Fabricius, 1793
- Lampides armeniensis Gerhard, 1882
- Polyommatus bagus Distant, 1886
- Lycaena leguminis Scott, 1890
- Polyommatus yanagawensis Hori, 1923
- Lampides obsoleta Evans, 1925
- Tarucus pygmaea Stauder, 1925
- Tarucus nigrita Stauder, 1925
- Tarucus immarginata Stauder, 1925
- Tarucus boeticoides Stauder, 1925
- Lampides fusca De Sagarra, 1926
- Lampides infuscata Querci, 1932
- Lampides anamariae Gómez Bustillo, 1973
- Lampides michaeli Kroon, 1980